# イコトイ

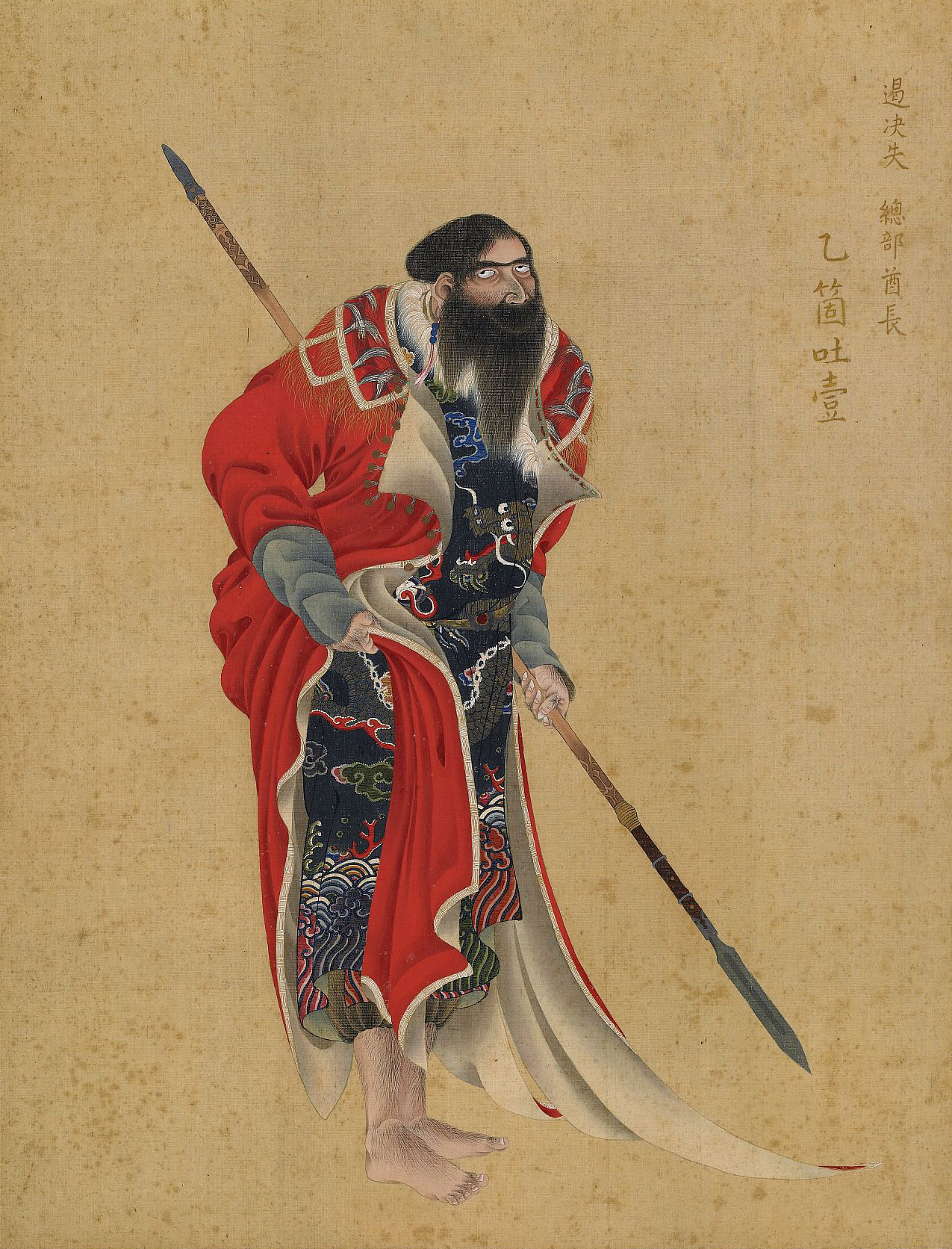
「イコトイ」（蠣崎波響「夷酋列像」より）

イコトイ（生年不詳 ‐ 1820年）は江戸時代中期のアイヌの首長。アッケシ（厚岸）の乙名。漢字表記は「乙箇吐壹（イコトイ）」。

## 事績
生年不詳。父はアッケシの首長であったカモイボンデン、母はチキリアシカイ（別名はオッケニ）である。イコトイはカモイボンデンの死後、アッケシの首長となった。
1773年には、父カモイボンデンの死後に母チキリアシカイの愛人となったクナシリ（国後）の首長ツキノエとともに当時千島列島（北海道アイヌ語: Poromosir）を南下していたロシア（北海道アイヌ語: Hure sisam、樺太アイヌ語: Nuca）と交易を結んだ。
1785年（天明5年）最上徳内は師の本多利明に代わって幕府の蝦夷地探検隊に参加し、山口鉄五郎隊に人夫として加わった。徳内は、青島俊蔵らとともに釧路から厚岸、根室まで探索、東蝦夷地の地理やアイヌの生活・風俗などを調査し、さらに千島列島を探検したが、徳内らを案内して国後島に渡ったのがイコトイであった。徳内はそこで引き返し、松前で越冬したが、翌1786年（天明6年）には単身で再び国後島へ渡り、イコトイらとともに択捉島、得撫島にも渡った。
1789年(寛政元年)にクナシリとメナシのアイヌが蜂起したクナシリ・メナシの戦いの際には、ツキノエやノツカマフ（現在の根室市）のアイヌであるションコらとともに停戦を仲介した。イコトイ達はアイヌ社会と和人（アイヌ語: Sisam）との交易関係を維持する目的で停戦に協力したが、その結果として和人の視点では協力者、アイヌの視点では裏切者というアンビバレントな立場に置かれることになった。
松前藩の家老で、画家としても知られる蠣崎波響が連作肖像画「夷酋列像」12名中の1人に描いた。チキリアシカイ、ツキノエ、ションコも「夷酋列像」に描かれている。
1820年（文政3年）に死去した。